# Didymocyrtis ramalinae
Didymocyrtis ramalinae is een korstmosparasiet behorend tot de familie Phaeosphaeriaceae. Hij parasiteert op Ramalina.

## Kenmerken

### Anamorf
- Conidiomata zijn ondergedompeld in bleke gebieden van het thallus en de rand van de apothecia, omringd door een zwarte lijn. Ze zin ongeveer 105-135 μm in diameter en bijna bolvormig van vorm en zwart van kleur. De wand van de conidiomata is 7-10 μm dik, bruin, met donkerbruin rond de ostiole, bestaande uit 2-4 (soms 5) lagen cellen van 8-10 × 3-4,5 μm groot, waarbij de binnenste cellen hyaliene zijn.
- Conidiogene cellen zijn kort-ampulliform tot subgloboos, 6-7,5 × 4-5,5 μm groot.
- Conidia zijn ellipsvormig, 5-7 × 3-4 μm groot, met een kleine guttule nabij elk uiteinde.

### Teleomorf
- Ascostromata zijn perithecia, verspreid, ondergedompeld in de apotheciale randen, het hymenium en de geleidelijk verblekende takken van het gastheer-thallus, zichtbaar als zwarte stippen, vaak met lichtere apicale stippen die de ostioles aangeven, soms op de apotheciale schijf en dan bijna zittend.
- Ascomata zijn ongeveer 200-300 μm in diameter, min of meer bolvormig met een kort kegelvormige nek.
- Het peridium is 10-20 µm dik, bestaande uit 3-4 lagen donkerbruine, vrij dikwandige hoekige cellen, met afgeplatte vertakte hyfen die zich over het oppervlak uitstrekken.
- Interascal weefsel bestaat uit dikwandige pseudoparafysen van 1-1,5 μm diameter.
- Asci zijn 8-sporig, cilindrisch, 90-110 × 9-12 μm groot, met een afgeronde en sterk verdikt top, dikwandig met een kleine oculaire kamer.
- Ascosporen zijn ongeveer uniseriate tot half-overlappend gerangschikt, (13-) 14-20 × 5-6,5 (-7) μm groot, donkerbruin, 3-septaat, sommige slechts met 1 of 2 septa, de cel boven het primaire septum iets breder dan de andere, licht tot sterk ingesnoerd bij de septa, met een duidelijke verruculose ornamentatie, zonder epispore.

## Verspreiding
Didymocyrtis ramalinae komt voor in Europa inclusief de Canarische eilanden. In Nederland komt Didymocyrtis ramalinae zeer zeldzaam voor.